# Blanice (affluent de la Sázava)
Ne doit pas être confondu avec Blanice.
La Blanice est une rivière de Tchéquie, affluent de la Sázava. Elle prend sa source sur le versant nord des monts Batkovy à 695 m d'altitude et coule sur une longueur de 66 km.